# Culicoides flavivenula
Culicoides flavivenula är en tvåvingeart som beskrevs av Lima 1937. Culicoides flavivenula ingår i släktet Culicoides och familjen svidknott. Inga underarter finns listade i Catalogue of Life.